# Tipi

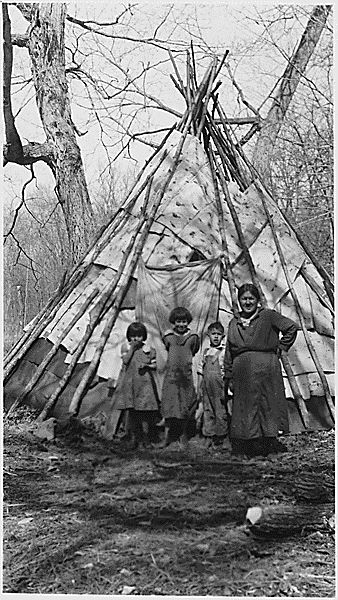
Konisches „Birkenrindenzelt“ (Wigwam) der Anishinabe (ca. 1938)

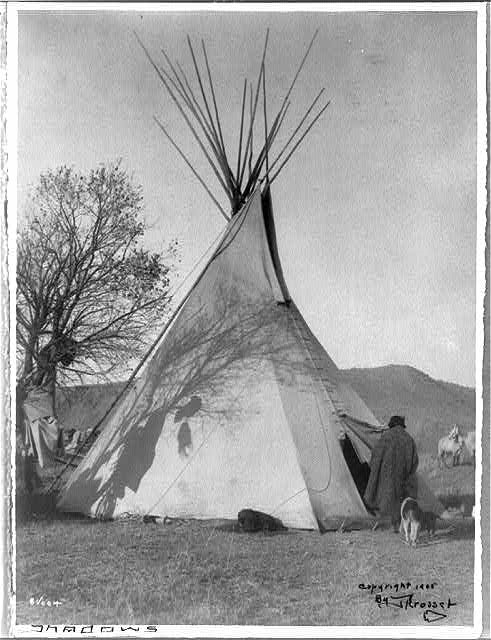
Segeltuchgedecktes Tipi der Absarokee (ca. 1905)

Tipi ist im engeren Sinne die Bezeichnung für das kegelförmige Stangenzelt der einstmals nomadisch lebenden Jäger und Sammler des nordamerikanischen Kulturareals „Prärie und Plains“ sowie einiger Nachbarvölker.
Im weiteren Sinne werden bisweilen alle konischen Zelte von Indianervölkern Nordamerikas Tipi genannt.
Umgangssprachlich werden demgegenüber häufig alle indianischen Behausungen Nordamerikas unterschiedslos als „Wigwam“ bezeichnet, obwohl das tatsächlich nur die Hütten der Algonkinvölker und einiger ihrer Nachbarn sind.

## Etymologie

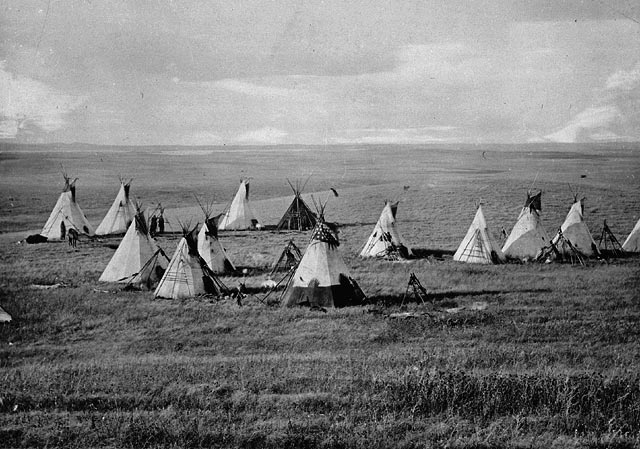
Kreisförmiges Lager der Angehörigen der Plains-Cree, bestehend aus mehreren Tipis (1871), Foto von Charles Horetzky

Das Wort setzt sich aus folgenden Lakota-Wörtern zusammen:
- Lakota thí ‚leben, hausen, verweilen, wohnen‘
- Lakota -pi = Plural-Marker bei Verben

thípi bedeutet also wörtlich übersetzt „sie wohnen (dort)“.
Im heutigen Lakota-Sprachgebrauch heißt „thípi“ übrigens „Haus“, während „thiíkčeya“ für das traditionelle Tipi steht.
Alternative Schreibweisen im Englischen sind teepee und tepee.
Die Absarokee-Indianer (auch bekannt als Crow) nannten den Rest des Vulkan-Kegels, der das Devils Tower National Monument ausmacht, Mateo Tepee, zu Deutsch: Heim des Grizzly-Bären. Bei den Lakota heißt er Mato Tipila mit derselben Bedeutung.

## Plains-Tipi

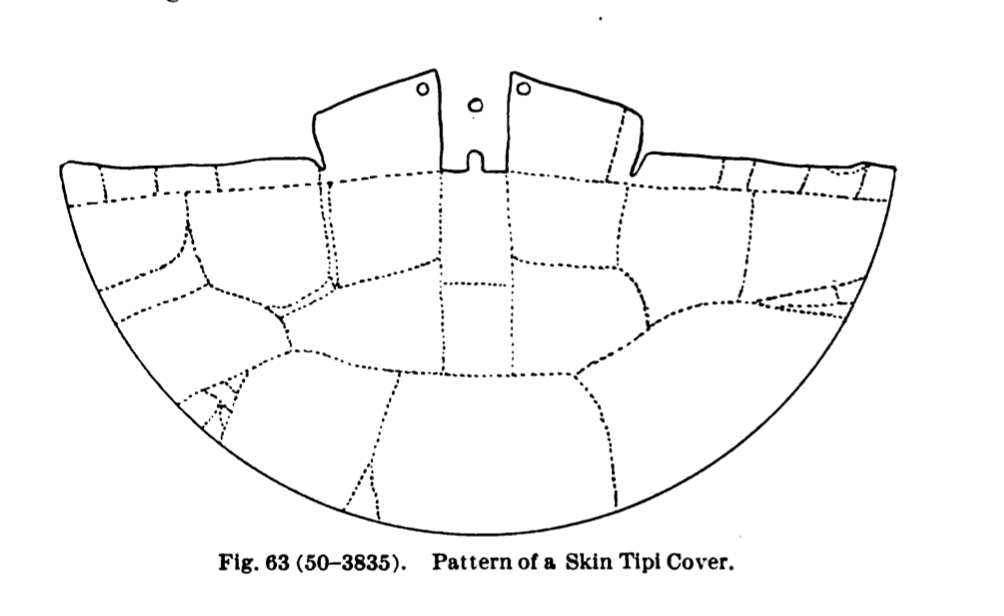
Schnittmuster einer Büffelhaut-Tipiplane der Blackfoot

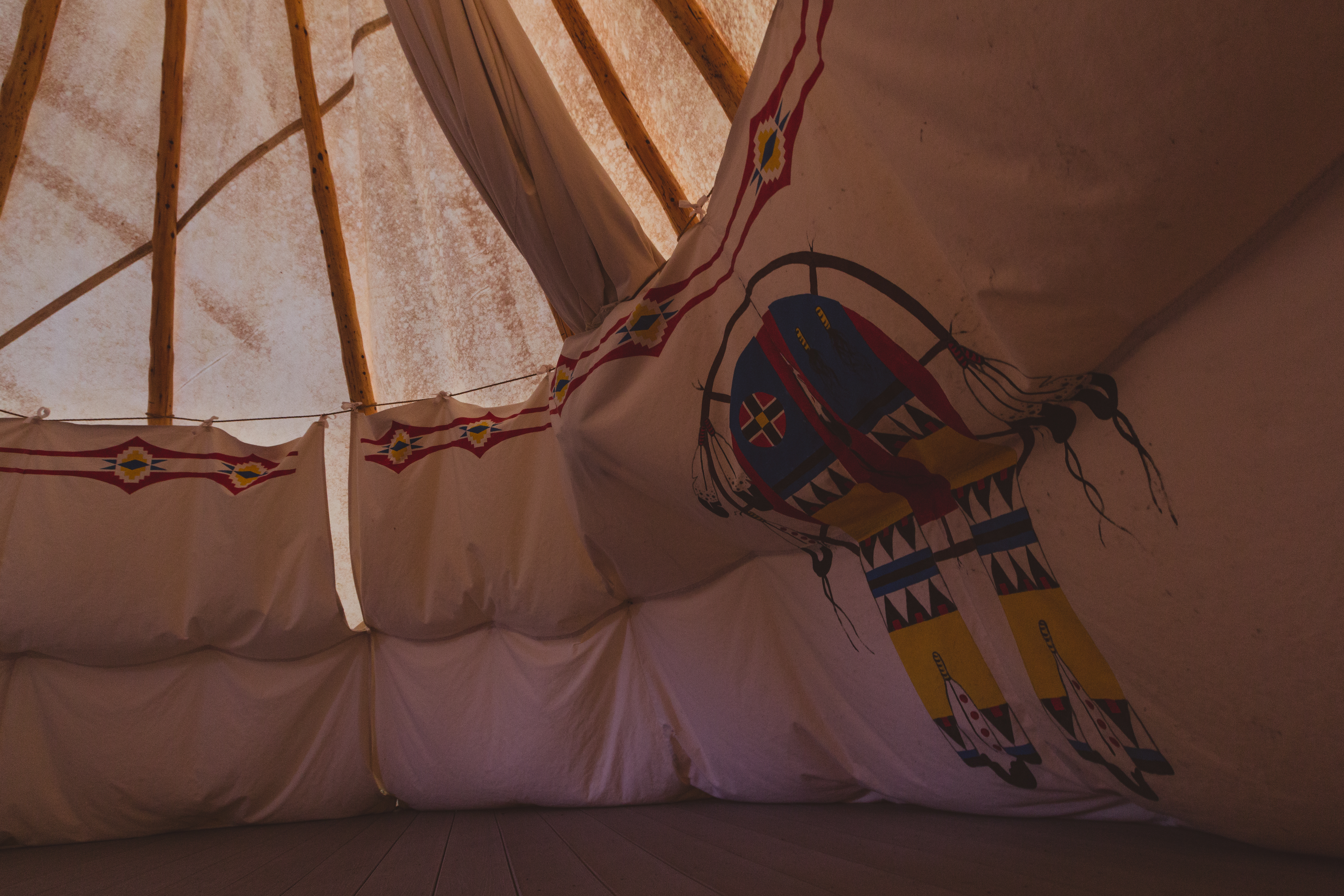
Lining in einem großen Sioux-Tipi

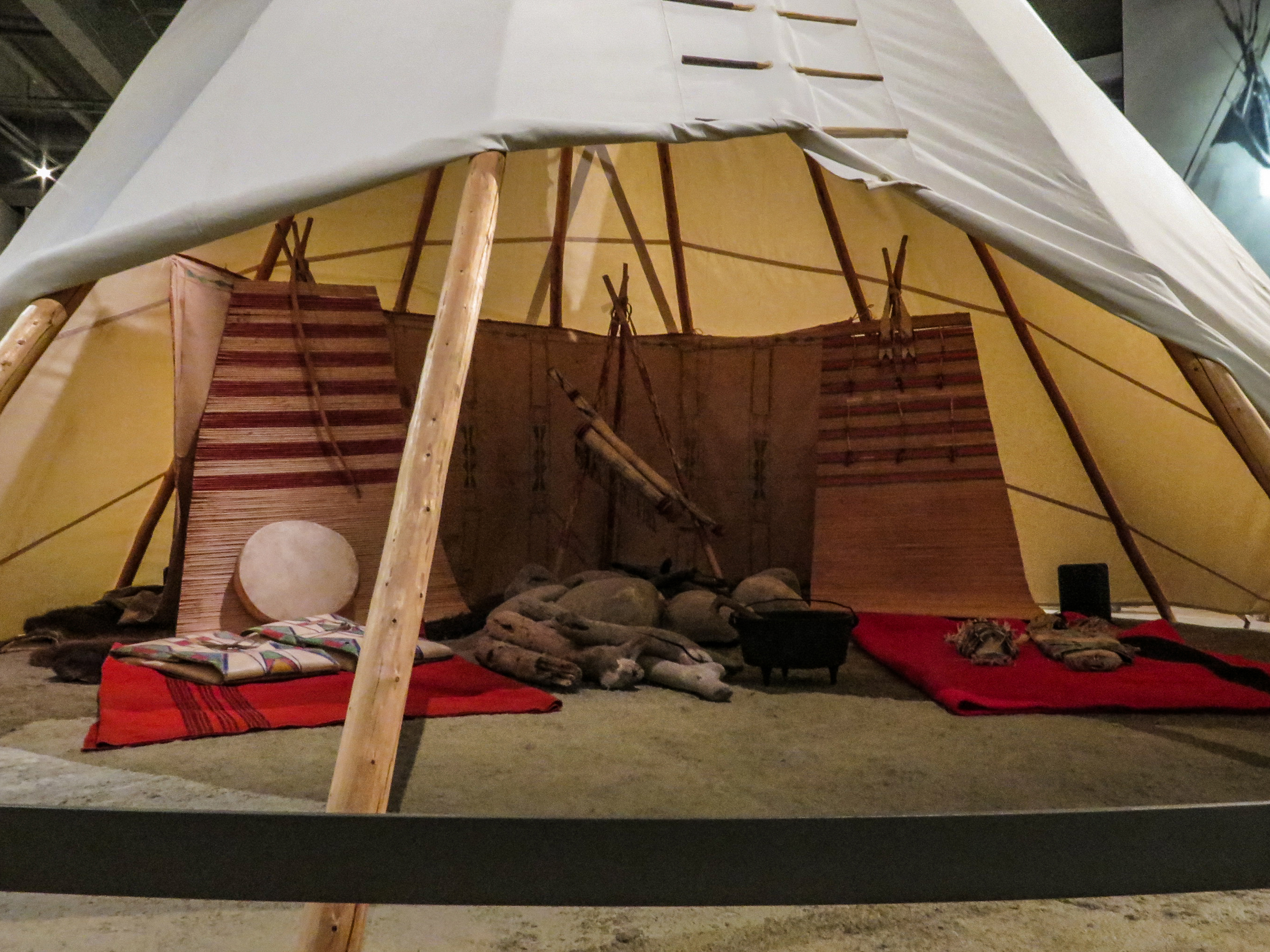
„Musealer“ Blick in ein Tipi

Das Tipi der Prärie-Indianer (bisweilen Plains-Tipi genannt) ist eine Weiterentwicklung der indigenen Kegelzelte Nordamerikas, das sich vor allem durch die passgenau geschneiderte Plane mit vorgegebenen Verbindungslöchern auszeichnet, die die Lage der Stangen fest vorgeben. Dies wird erkennbar an der großen Straffheit der Plane eines korrekt aufgebauten Tipis, die eine weitere Sicherung durch außenstehende Stangen erübrigt. Diese sehr stabile Bauform ermöglichte größere Ausführungen als bei den herkömmlichen Kegelzelten, die zudem häufig „schlanker“ gebaut sind. Darüber hinaus sind die beiden Rauchklappen typisch, die mit Hilfe von zwei daran befestigten Stangen auf einfache Weise eine variable Öffnung des Rauchlochs je nach Windrichtung oder auch ein komplettes Schließen ermöglichen.
Ein typisches Tipi besteht aus drei oder vier tragenden Nadelholzstämmen, die an einem Kreuzungspunkt (je nach Größe in einer Höhe von drei bis sechs Metern) mit einer Rohhautschnur verbunden werden. Das Ende der Schnur reicht bis zum Boden, um bei Sturm in der Mitte des Zeltes einen hölzernen Bodenanker anbringen zu können. Vom Rand einer meist eiförmigen Grundfläche von drei bis sieben Metern Durchmesser werden (je nach Dicke) bis zu 30 weitere, etwas dünnere Stangen angelegt, so dass ein kegelförmiges Gestell entsteht. Die dreistämmige Variante ist windstabiler und war daher in windoffenen Regionen typisch.
Die halbkreisförmige Plane bestand früher aus bis zu 20 passend zurecht geschneiderten und aneinander genähten, gegerbten Tierhäuten (Leder) – überwiegend vom Bison –, die im Lauf des 19. Jahrhunderts zunehmend durch Segeltuch ersetzt wurden. Diese Plane wird über das Gestell gelegt, so dass die gegenüberliegenden 8–19 Doppellöcher überlappend aufeinander liegen und mit hölzernen Verschlusssplinten verbunden werden können. Die konkrete Kegelform eines Tipis wird demnach von der Plane vorgegeben. Zusätzlich wurde die Plane am Boden rundum mit Holzpflöcken, Steinen oder Erde am Boden gehalten. Dabei blieb jedoch ein Spalt offen, damit ein Kamineffekt entstehen und der Rauch des Feuers durch das Rauchloch abziehen konnte. Durch Fett und Rauch der Kochfeuer wurde die Plane im oberen Bereich wasserdicht. Das Feuer wärmte den Innenraum ausreichend auf, um auch im Winter leicht bekleidet darin wohnen zu können.
An der Vorderseite des Tipis befindet sich ein ellipsenförmiger Eingang, der mit einem rechteckigen Stück Leder verschlossen werden kann. Im Inneren größerer Tipis befindet sich oft ein sogenanntes Lining (Futter, Auskleidung, Vorhang). Dieses wird an der Innenseite der Stangen angebunden und reicht vom Boden bis in etwa 1,50 bis 2 m Höhe. Es dient vor allem als Windschutz. Tipis mit Lining sind wärmer und trockener, das Feuer brennt gleichmäßiger und es wird weniger Asche aufgewirbelt. Außerdem sind die Schattenumrisse der Menschen von außen nicht zu sehen und der Zwischenraum dient als Abstellraum.
Zwei Personen (meist Frauen) konnten ein Tipi in etwa einer Stunde auf- und in 15 Minuten abbauen.
Einige Stämme bemalten die Tipis mit visionären Motiven, religiösen Symbolen oder Szenen aus Kampf oder Jagd. Solcherart Verzierung reichte von den eleganten, meist unbemalten Tipis der Absarokee bis zu den reich verzierten Zelten der Blackfeet.
In vielen Lagern waren die Tipis in einem Ring angeordnet, wobei die Eingänge und der Zugang zum Lager ungefähr im Osten lagen. Der Kreis war für viele Stämme eine heilige Form, da er räumlich und zeitlich überall in der Natur zu finden ist.
Heute verwenden Indianer Tipis meist nur noch als zusätzlichen Wohnraum für Gäste oder bei Festen wie zum Beispiel Powwows. Zudem gewinnt das Tipi zunehmend Bedeutung als Sinnbild panindianischer Gegenwartskultur (demnach auch bei Stämmen, die früher kein Tipi nutzten).

### Verbreitung

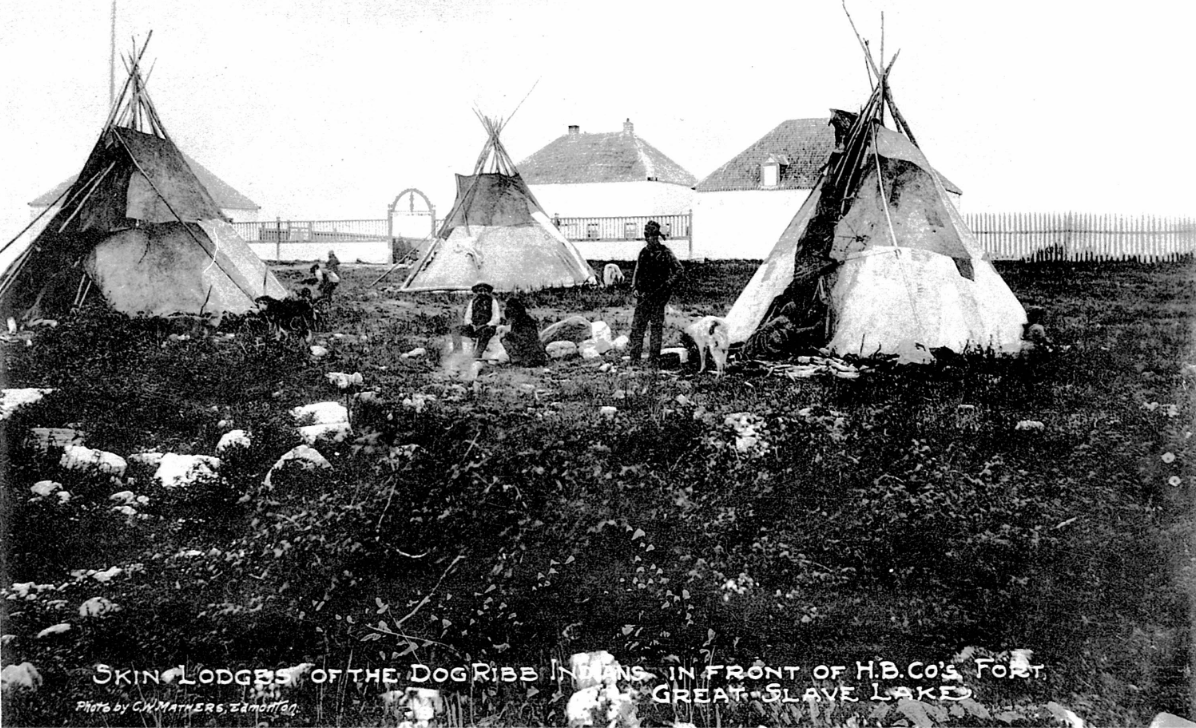
Tipi-ähnliche Kegelzelte der Tlicho Nord-Kanadas (1901)

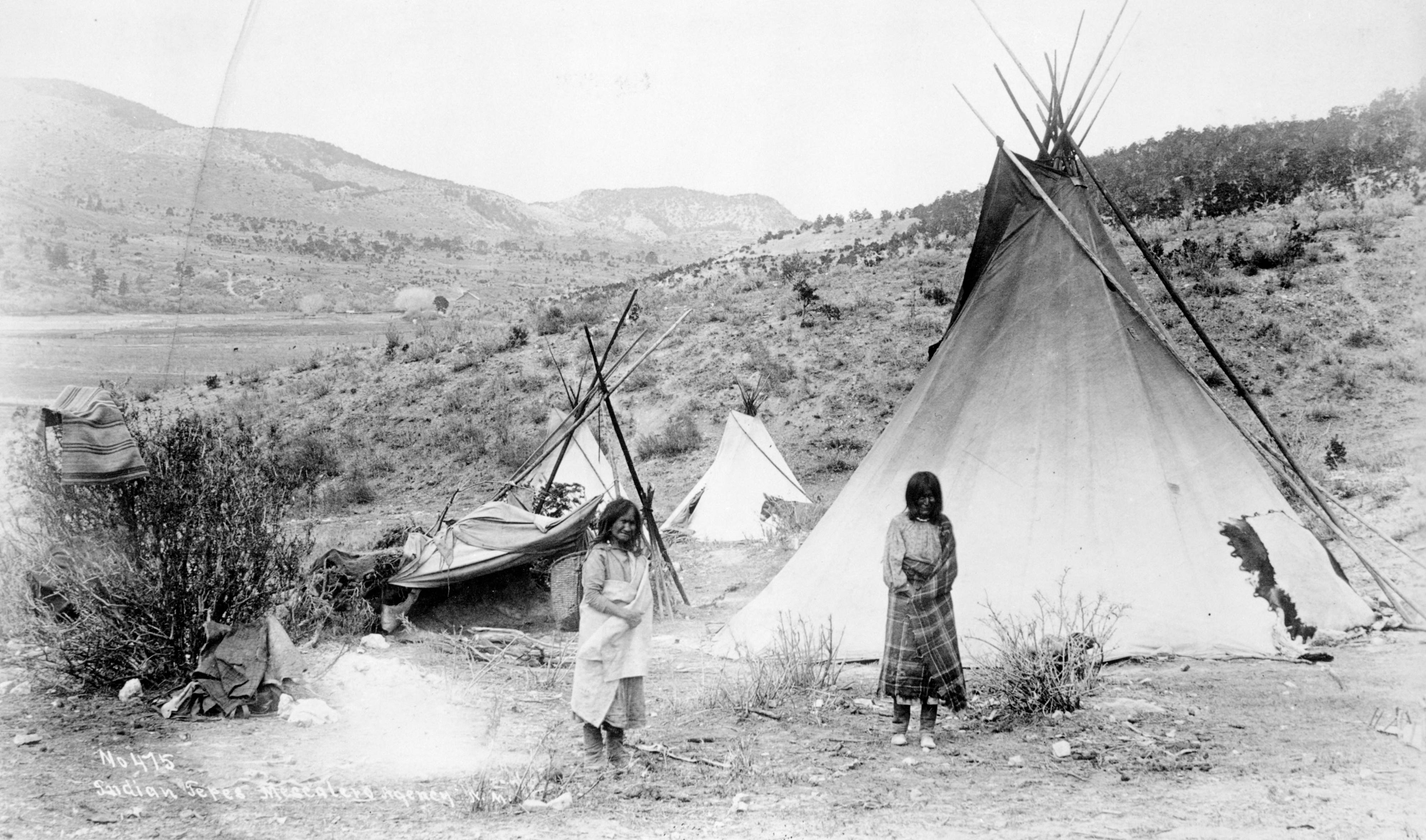
Tipis der Mescalero-Apachen New Mexicos (1890/1910)

Sämtliche Völker der zentralen nordamerikanischen Steppe, die ausschließlich vollnomadische (Bison-)Jäger und Sammler waren (von Nord nach Süd etwa Sarcee, Blackfeet, Plains-Cree, Assiniboine, Absarokee, Lakota, Cheyenne, Arapaho, Kiowa, Kiowa-Apachen u. a.) wohnten ganzjährig in Tipis, während jene halbsesshaften Völker, die nur saisonal jagten und ansonsten Feldbau (zumeist an den Prärieflüssen) betrieben (Dakota, Hidatsa, Mandan, Ponca, Omaha, Pawnee, Osage u. a.), nur zur Bisonjagd Tipis verwendeten.
Auch die Jicarilla im Kulturareal Südwesten nutzten das Tipi zeitweilig während der Bisonjagd-Saison und wohnten ansonsten im typischen Wickiup der westlichen Apachenstämme. Andere Apachen, die am Rand der Plains siedelten (etwa Lipan, östliche Gruppen der Mescalero und Chiricahua) hatten das Tipi komplett übernommen.
Dass der Wechsel zum Tipi eng mit der Ausbreitung des Pferdes und der berittenen Büffeljagd in Nordamerika seit Beginn des 17. Jahrhunderts zusammenhängt, ist offensichtlich: So verwendeten die jeweils östlichen Stämme oder Lokalgruppen in den Kulturarealen Großes Becken (vor allem der Ute, Paiute ab 1850, Shoshonen) und Plateau (unter anderem Yakama, Cayuse, Klamath, Kutenai, Flathead, Nez Percé) das Tipi – häufig neben ihren traditionellen Zelten bzw. Hütten. Das Pferd und das Tipi gelangten bis zum Aspen Parkland – der Waldsteppe im Übergang von der Prärie zum borealen Nadelwald – wo die Beaver-Indianer (Dane-zaa-Athabasken) des subarktischen Kulturareales lebten. In den Waldgebieten wurden konische Zelte seit langem von vielen Völkern verwendet – wenn auch oftmals nur als saisonale oder Sommerbehausung. Auf einigen historischen Fotografien finden sich auch bei den meisten anderen Gruppen der kanadischen Athabasken sowohl traditionelle Stangenzelte als auch Tipis. Bisweilen handelt es sich um Mischformen mit unverkennbarem Einfluss des Plains-Tipi: Die Plane sitzt straff und benötigt keine äußeren Haltestangen und zum Teil sind kleine Rauchklappen zu erkennen, die jedoch aufgrund der großen Rauchöffnung funktionslos waren (Zelte der Tlicho).

### Geschichte

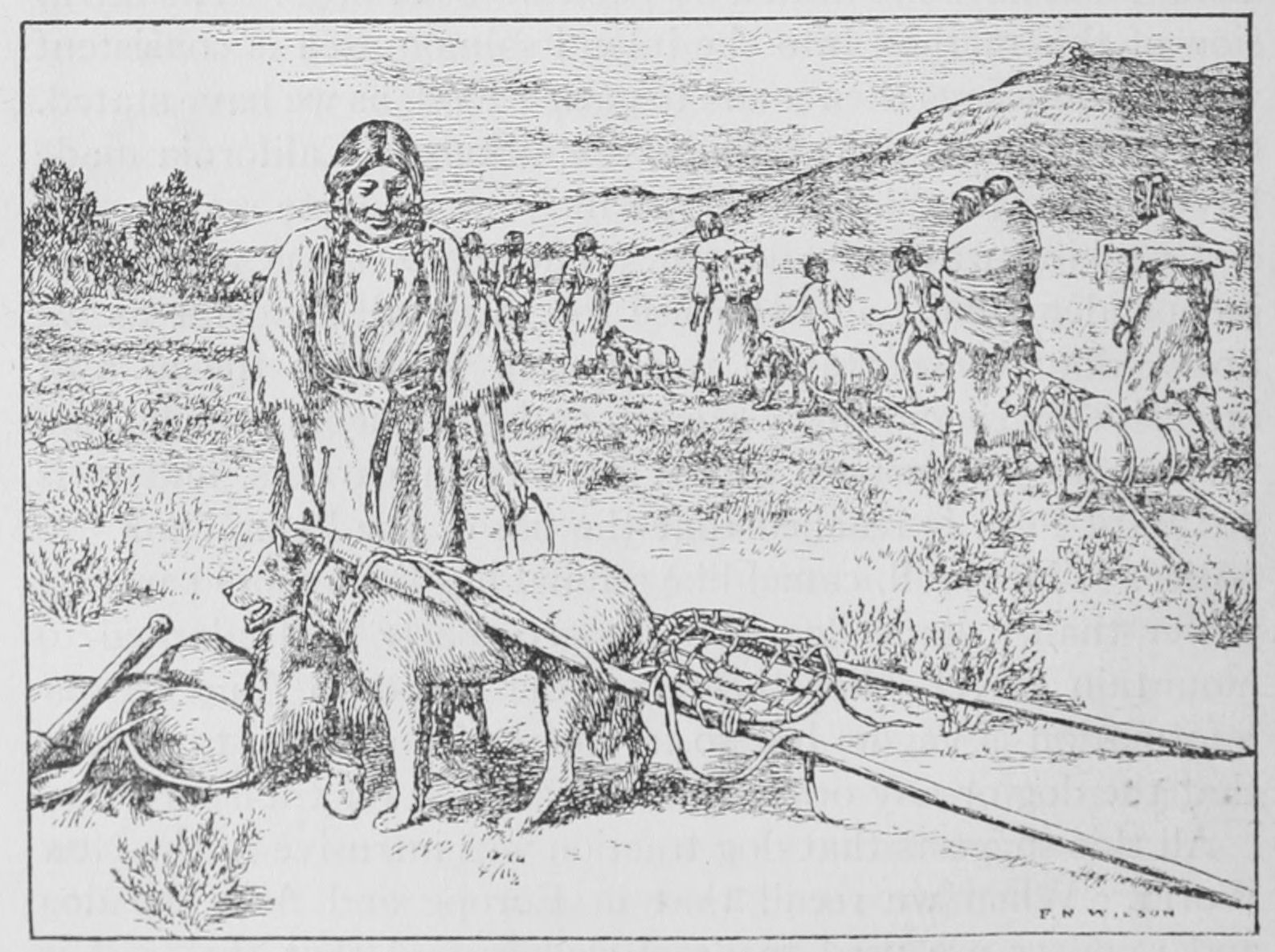
Hunde-Travois, auch zum Transport der Tipis

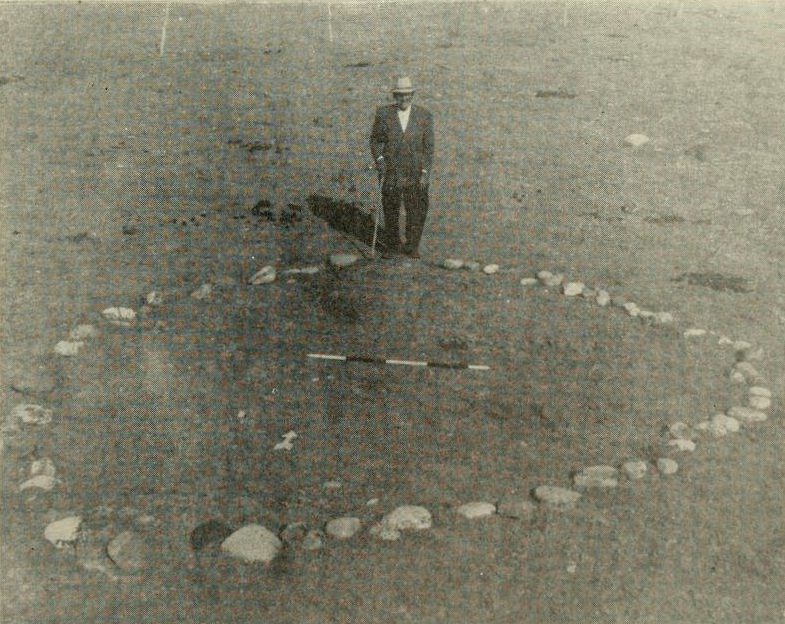
Tipi-Ring auf der Blackfoot-Reservation in Montana (1960)

In Offenlandgebieten, in denen Haine mit gerade gewachsenen Nadelbäumen vorkamen, ist davon auszugehen, dass Jäger und Sammler, die nomadisierend regelmäßig ihren Wohnort wechselten, seit der Vorgeschichte konische Stangenzelte verwendeten. Ebenso wurden oder werden sie im gesamten nordischen Nadelwaldgürtel seit Jahrtausenden verwendet (etwa der Tschum der westsibirischen Ethnien oder das Lávvu der Samen Nordeuropas), obwohl die Übergänge zu ortsfesten Hütten mit ähnlichen Formen fließend sind.
Im 16. Jahrhundert wurden sowohl die Wigwams des nordamerikanischen Nordostens als auch die Tipis der Prärien erstmals von Europäern beschrieben. Letztere waren vor der Übernahme des Pferdes meistens deutlich kleiner (unter drei Meter im Durchmesser), da sie von Hunden mit Schleppbahre (Travois) transportiert wurden. Danach, im 18. Jahrhundert, entstand die heute bekannte Form, die an die neuen Möglichkeiten der reitenden Bisonjäger angepasst war, die zudem weitere Gegenstände der euroamerikanischen Kultur nutzten: etwa Äxte, Messer und Nähnadeln aus Stahl, die die Herstellung von Holzpflöcken, das Verarbeiten, Zuschneiden und Vernähen der Häute zu einer maßgeschneiderten Plane erheblich vereinfachten. Die Tipis konnten nun größer gebaut werden und konnten bis zu 50 Personen Platz bieten.
Bevor die Tipis mit Pflöcken abgespannt wurden, reichte die Lederplane bis zum Boden und wurde durch Steine beschwert. Davon zeugen Steinkreise von unter zwei bis über sieben Meter Durchmesser, die sich zu zehntausenden in den Great Plains bis heute nachweisen lassen (nicht zu verwechseln mit den größeren Medicine Wheels der nördlichen Plains). Bei den Absarokee (Crow) bezeichnet das Wort Biiakashissihipee die mythische Vorgeschichte des Volkes, wörtlich bedeutet es „als wir Steine benutzten, um unsere Zelte zu beschweren“. Sie haben eine Legende von einem mythischen Jungen namens Uuwatisee, der ihnen Holz- und Metallpflöcke gebracht hat und damit einen Epochenwechsel einleitete. Gruppen solcher Steinkreise finden sich oft an günstigen Lagerplätzen. In vielen Fällen sind die Ansammlungen in Mustern organisiert, wie Reihen, Kreise oder V-Formen. In einigen Fällen wurden aufwändige Mauern oder Verteidigungsanlagen gebaut. Die in der Mitte der Tipiringe gefundenen Feuerstellen weisen auf Winterlager hin, da das Essen im Sommer an Lagerfeuern im Freien gekocht wurde. Die Steinkreise, die fast alle vor 1800 angelegt wurden und zum Teil Jahrtausende alt sind, werden zudem als Denkmale gedeutet, die die Menschen mit ihren Ahnen, ihrer Geschichte und ihrem Stammesland verbanden.
Im 19. Jahrhundert fand überall ein Wechsel von Bisonhäuten zu Segeltuchplanen statt, der häufig mit der Dezimierung der Bisonherden durch die Eroberer erklärt wird. Der Wandel setzte jedoch bereits deutlich früher ein: Da Leder viel schwerer ist (45–50 kg, noch schwerer in nassem Zustand), wesentlich aufwändiger in der Herstellung (Enthaaren, Gerben, Vernähen usw.) und nur rund zwei Jahre hält, nahmen die Indianer die Nachteile von Segeltuch (vor allem die wesentlich schlechtere Wärmedämmungswirkung) in Kauf, um die Vorteile wesentlich größere Zelte zu genießen.

### „Hausordnung“

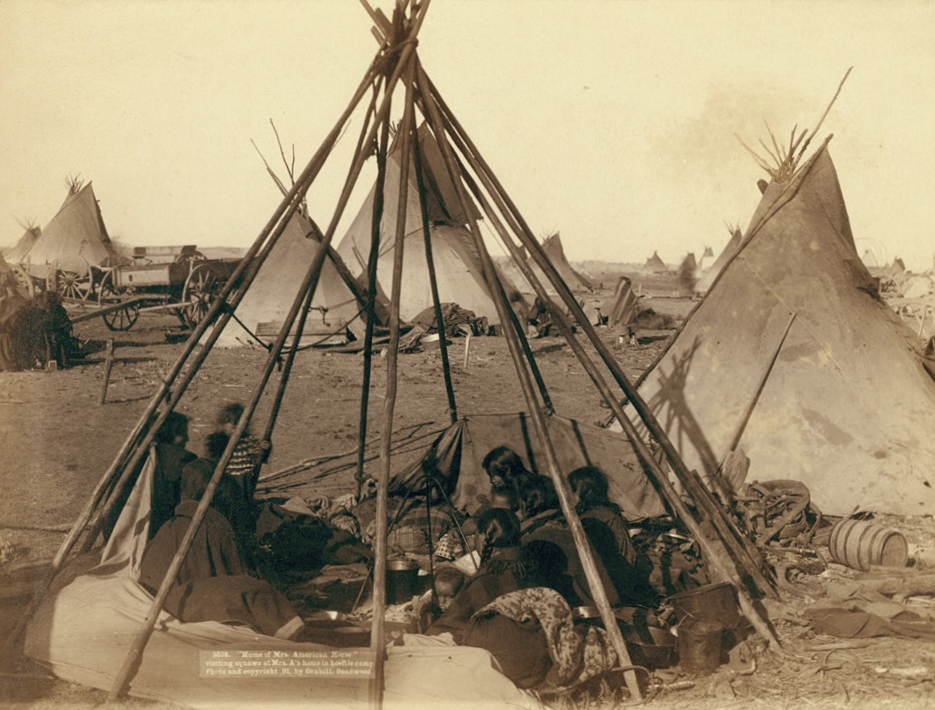
Frauen und Kinder der Oglala in einem offenen Tipi (1891)

Ein durchschnittliches Tipi war für sechs Personen ausgelegt.
Die Präriestämme – gleich welcher Sprachfamilie hatten in der Regel sehr ähnliche Umgangsformen für das Leben in den Tipis: Ein offen stehender Eingang lud Freunde ein, ungefragt einzutreten, ein verschlossener Eingang hieß, sich bemerkbar zu machen und zu warten. Beim Eintreten gingen Männer zwei, drei Schritte nach rechts und warteten, bis sie zum Sitzen aufgefordert wurden; Frauen traten nach Männern ein und gingen nach links. Männer bekamen immer zuerst einen Platz angeboten. Suchte der Gast seinen Platz auf, durfte er nicht zwischen Sitzende und das Kochfeuer treten, sondern musste hinter den Sitzenden hergehen. Wurde man zu einer Feier eingeladen, brachte jeder Besucher sein eigenes Essgeschirr und -besteck mit. Man aß nur das, was der Gastgeber anbot. Während Männer sitzen konnten, wie sie wollten, durften Frauen nicht mit gekreuzten Beinen sitzen, sondern auf den Fersen oder mit seitlich angezogenen Beinen. Gespräche eröffneten immer die Älteren, die Jüngeren warteten, bis sie das Wort erteilt bekamen. Das Reinigen der Pfeife durch den Gastgeber war das Zeichen, dass der Besuch beendet war.

## Andere Kegelzelte nordamerikanischer Ethnien

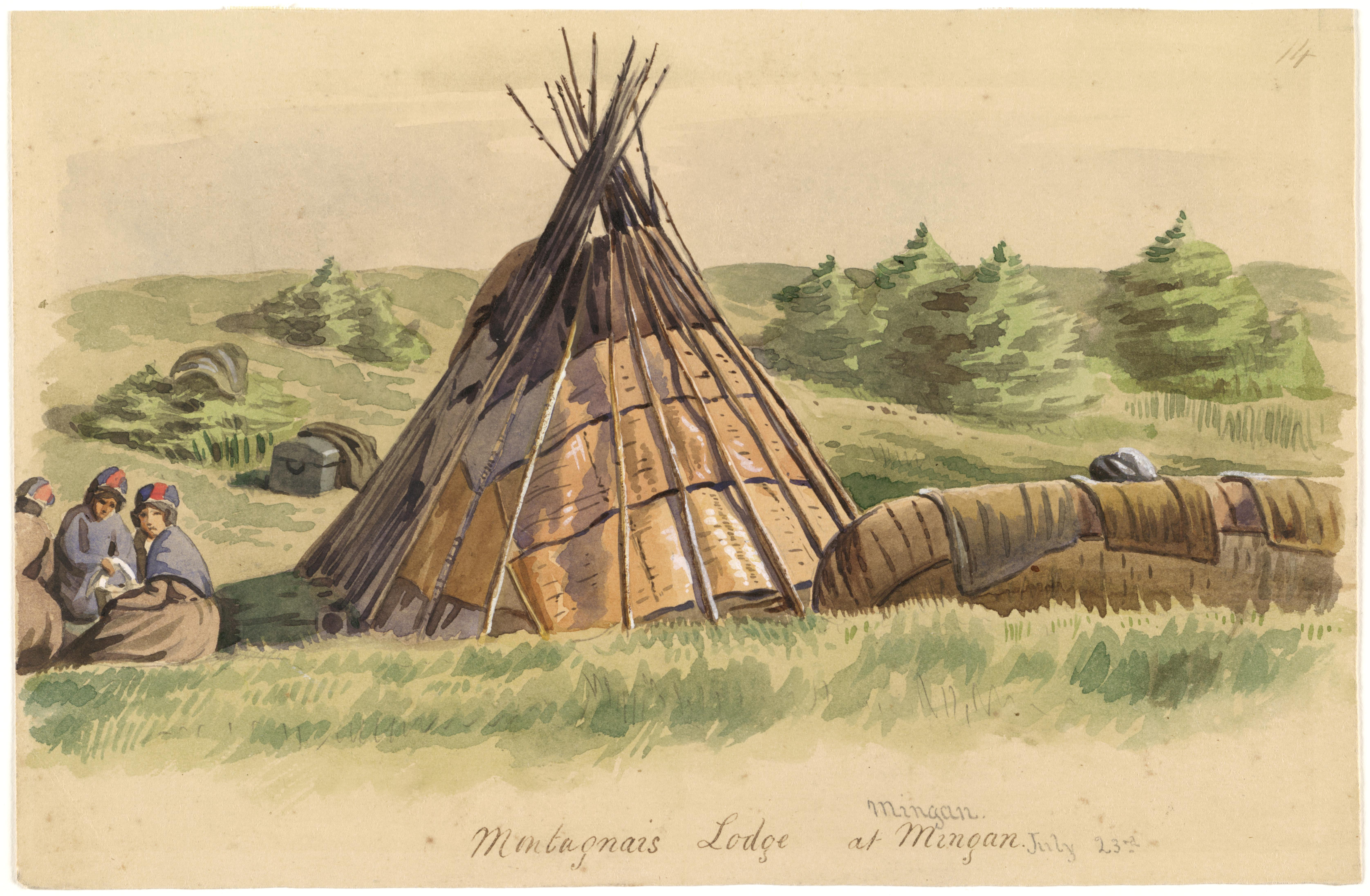
Konisches „Birkenrindenzelt“ (Wigwam) der Innu Labradors

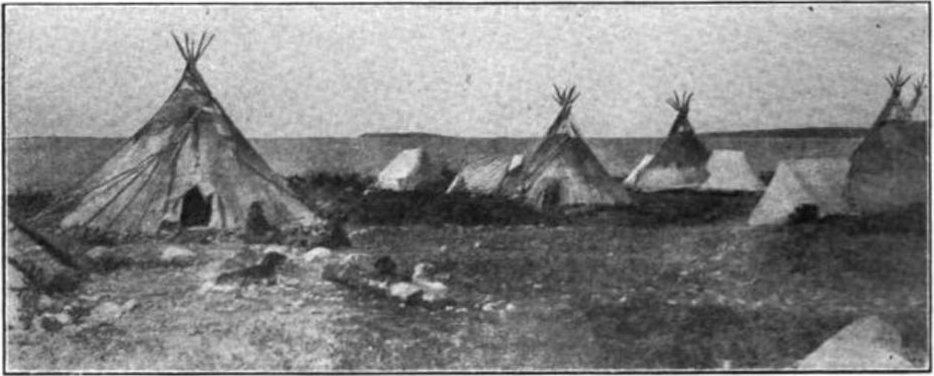
Traditionelle, mit Karibuhaut gedeckte Zelte der Tlicho (vor 1907)

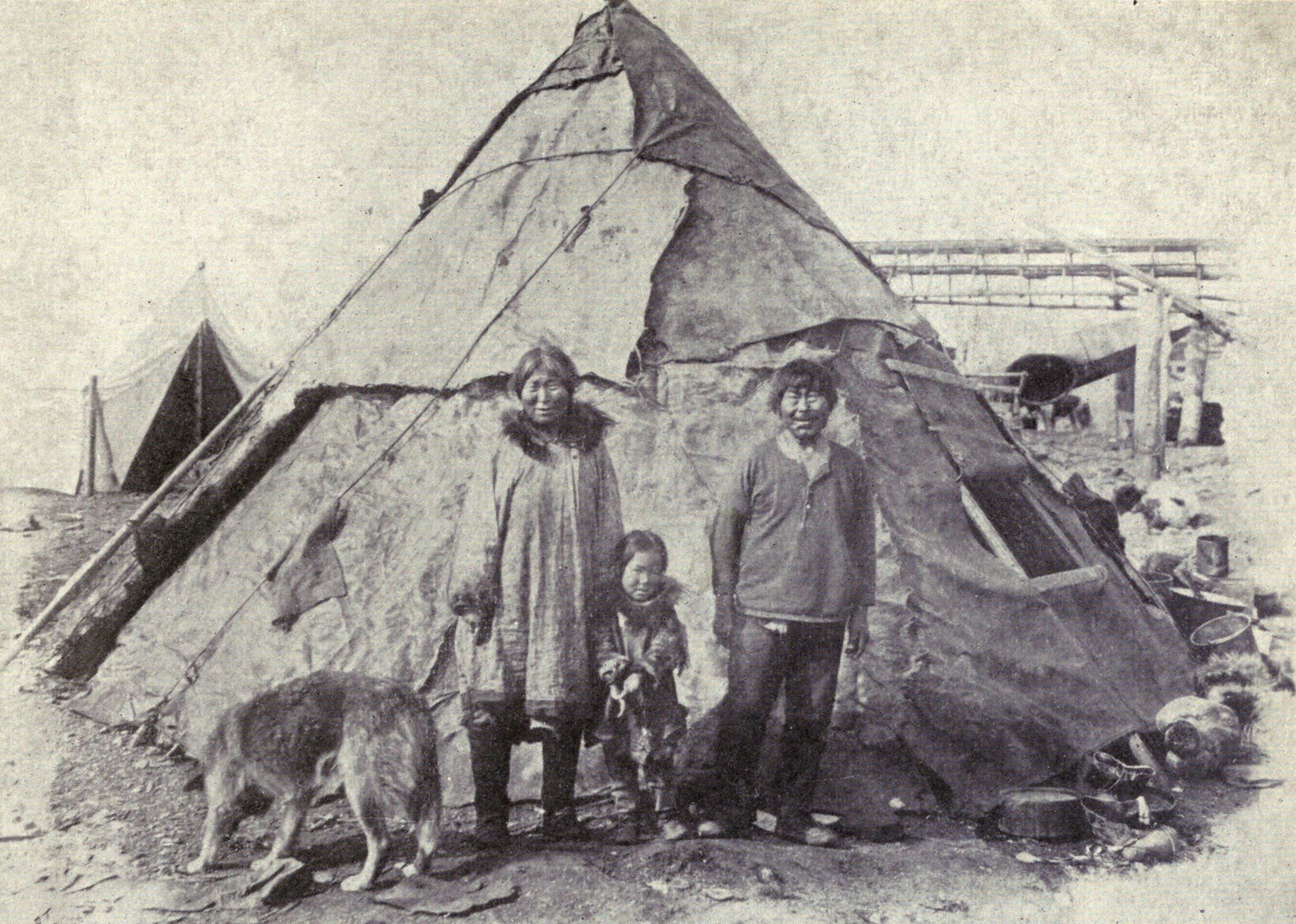
Tupiq, das konische Zelt der Inuit, gedeckt mit Seehund- oder Karibufellen (ca. 1915)

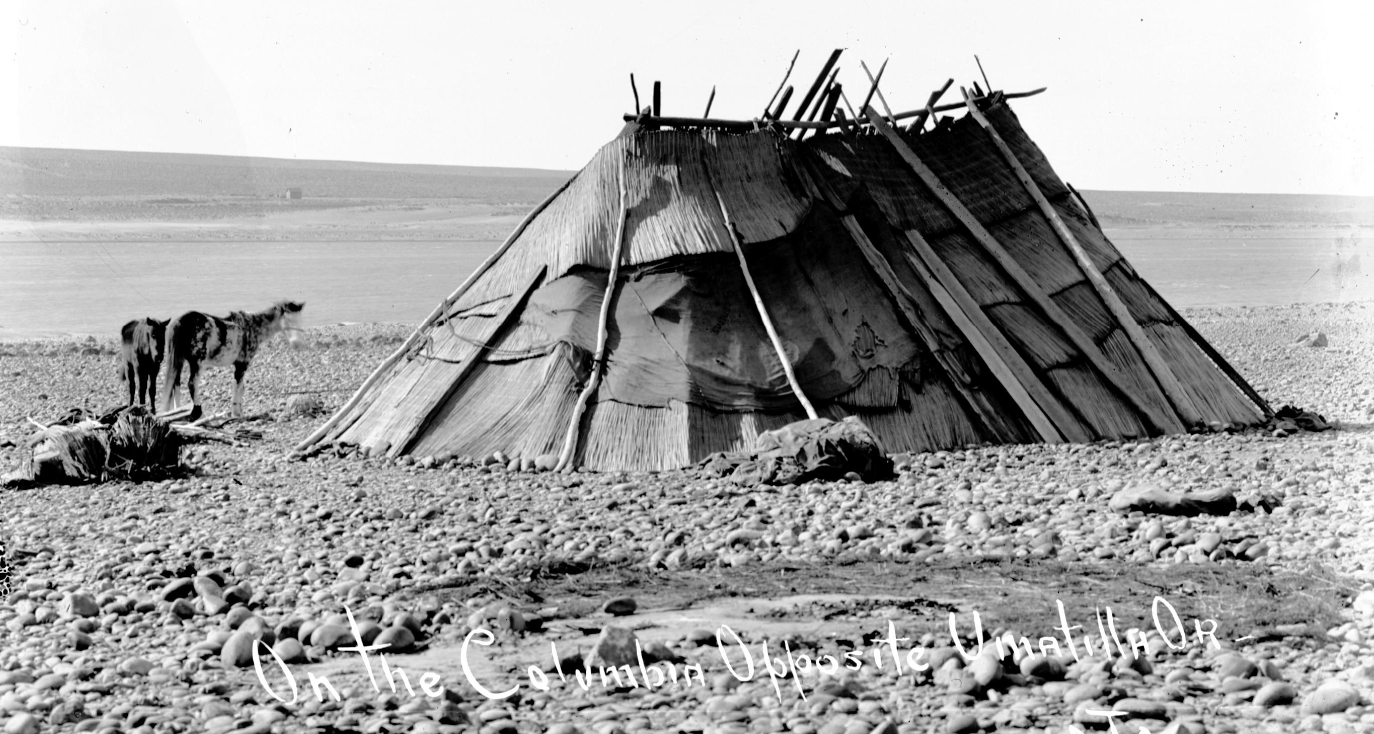
Versammlungshaus der Umatilla (1897–1920)

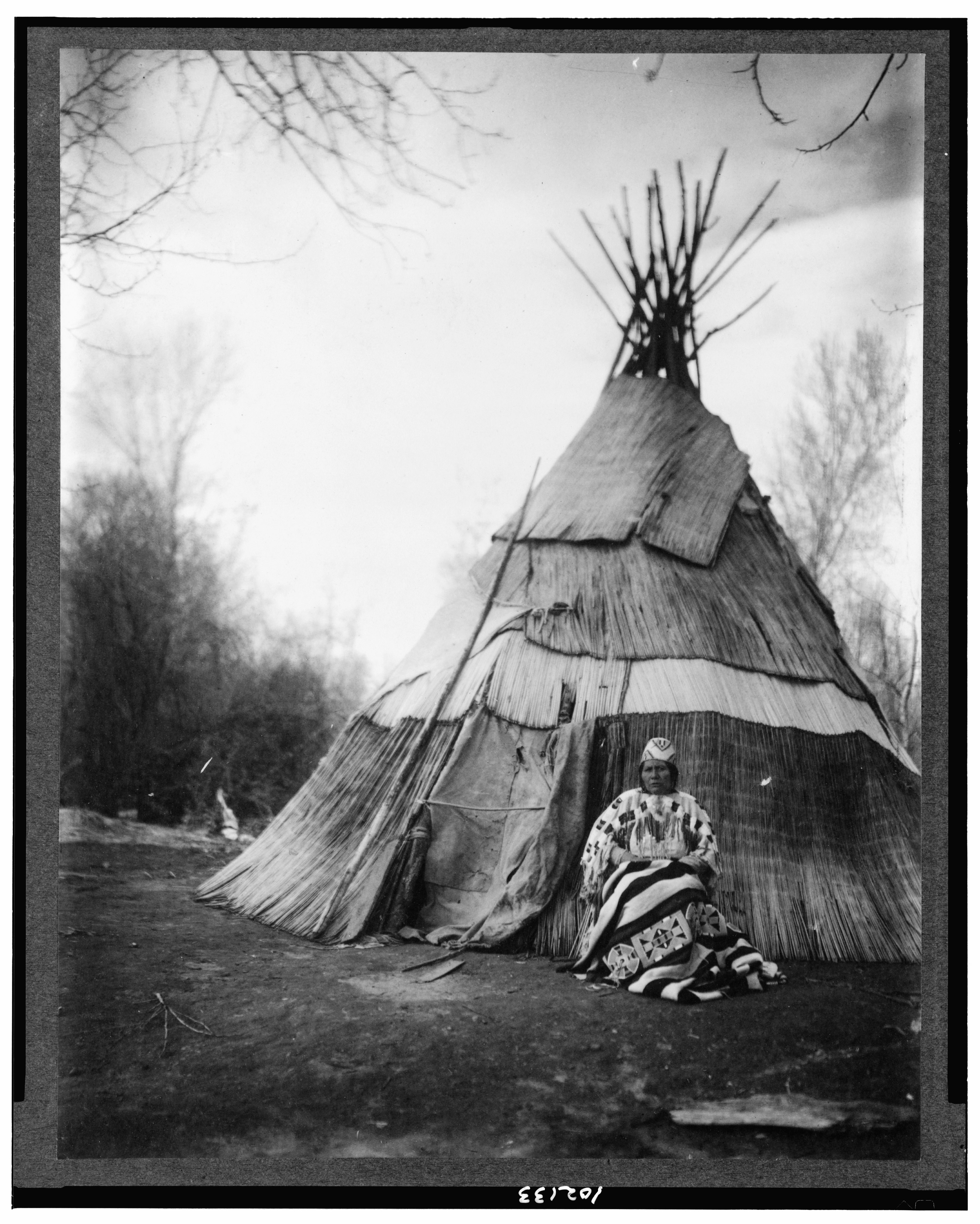
Binsenmattengedecktes Zelt der Umatilla oder Yakama (1900)

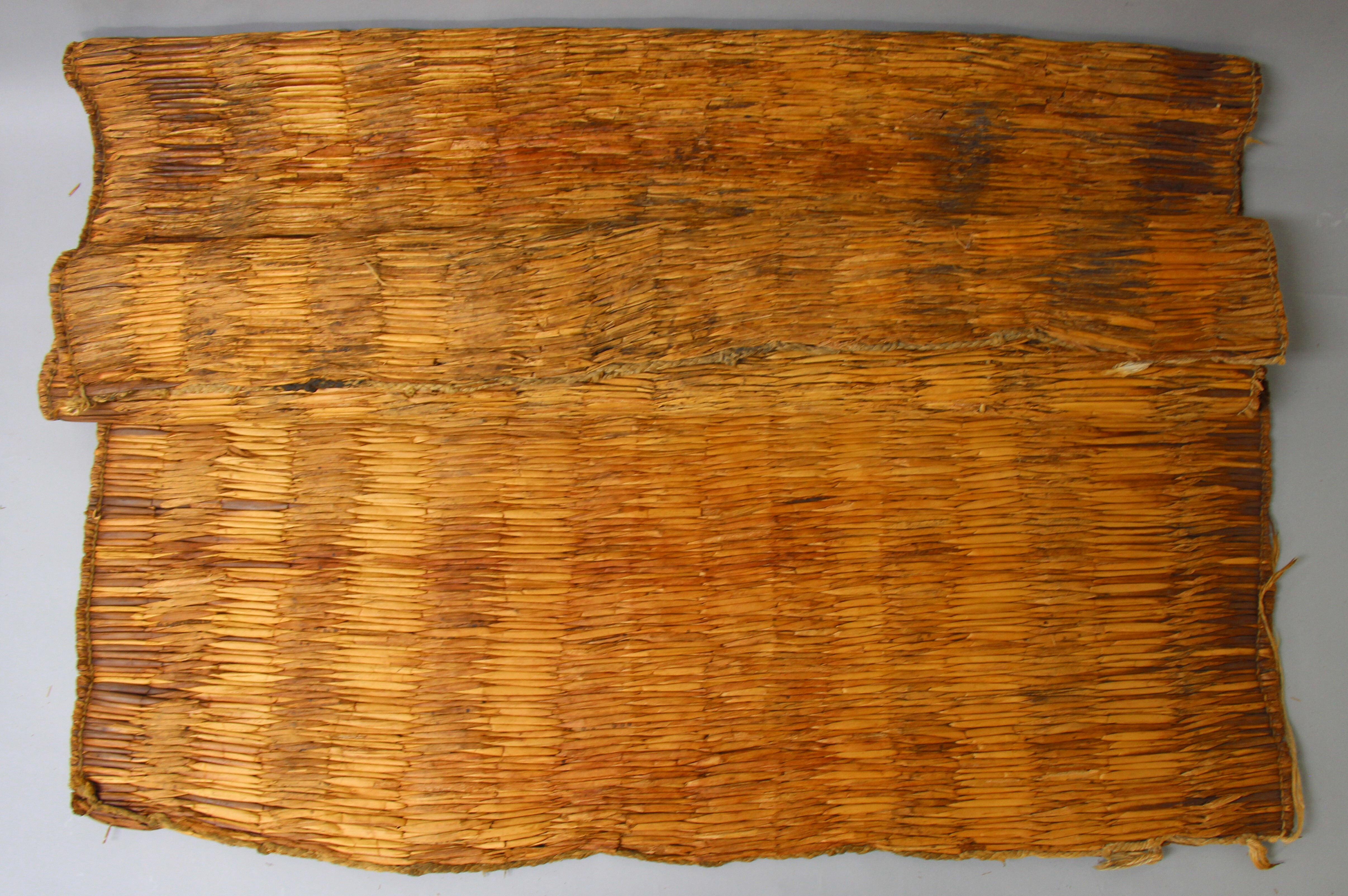
Matte aus vernähten Teichbinsen (Tule), u. a. als Zeltbedeckung bei den Stämmen des Plateaus

Die älteren Formen kegelförmiger (konischer) Stangenzelte, die vor allem in den Kulturarealen Subarktis und Plateau zu finden sind, werden ebenfalls häufig Tipi genannt, obwohl dies aus ethnologischer Sicht nicht korrekt ist. Noch verwirrender ist allerdings die Tatsache, dass diese Zelte von den Völkern der Algonkin-Sprachen unabhängig von Form, Aufbau oder Bedeckung auch mit dem jeweiligen Wort für Wigwam (= Haus) bezeichnet wurden, während damit in den europäischen Sprachen fachsprachlich eher die kuppelförmigen Hütten, umgangssprachlich jedoch häufig jegliche „indianischen Behausungen“ gemeint sind.
Zur verständlichen Abgrenzung werden hier alle konischen Zelte bzw. mobilen Hütten behandelt – unabhängig von ihrer möglichen „Verwandschaft“ mit anderen Formen ähnlicher Bauweise oder der Art ihrer Bedeckung – und dem Plains-Tipi als „andere Kegelzelte“ gegenübergestellt.
Allen anderen Kegelzelten gemeinsam ist eine durchschnittlich geringere Größe, ein permanent geöffnetes Loch ohne Rauchklappen in der Mitte, meist keine zugeschnittenen und genau angepassten Planen, sondern mehrere unverbundene Teile aus diversen Materialien sowie häufig zusätzlich außen liegende Stangen zur Sicherung der Bedeckung.
In den nordischen Nadelwäldern des subarktischen Kulturareals sowie in den Laub- und Mischwäldern des nordöstlichen Waldlandes ist die Unterscheidung zwischen Zelt und Hütte schwierig, da es sich häufig um Mischformen handelte: Die Planen (beispielsweise aus vernähten Birkenrindenstücken oder Karibuhäuten) wurden beim Umzug mitgenommen, während das Stangengerüst aufgrund der einfachen Verfügbarkeit von Bäumen stehenblieb. Grundsätzlich waren die konischen Behausungen gedrungener als die steilwandigen Tipis der Plains.
Die Algonkinvölker der Waldland-Cree, Atikamekw und Innu im Osten der Subarktis sowie die Anishinabe, Algonquin, Mi’kmaq, Maliseet und Passamaquoddy bauten meist mit rechteckigen Birkenrindenstücken gedeckte kuppel- und/oder kegelförmige Wigwams, wobei man die konischen Formen als mobile Hütten bezeichnen könnte. Je weiter nördlich, desto häufiger wurden kegelförmige Stangenzelte, die mit Karibuhäuten (seltener Elchhäuten) gedeckt wurden, da die Birken dieser Region nicht genügend Rinde hergeben.
Die kanadischen Athabasken im Westen der Nadelwaldebenen bis hin zu den Gwichʼin Ost-Alaskas errichteten neben verschiedenen Formen von Erd- und Grubenhäusern (vergleiche auch Samische Kote) vielfach kegelförmige Stangenzelte, die ursprünglich im Sommer mit Karibuhäuten und im Winter mit Karibufellen gedeckt waren. Zudem benutzten einige Gruppen in den Wintermonaten konische Hütten, die lediglich mit Fichtenzweigen und einer Schneeschicht zur weiteren Isolierung „gedeckt“ wurden. Vorwiegend in Zelten lebten die Tlicho und Chipewyan der offenen Flechtenwälder Kanadas, die zur baumlosen Tundra überleiten. Ihre Kegelzelte hatten ein auffallend großes Rauchloch. Die Athabaskenvölker verwendeten nirgends Birkenrinde für ihre Zelte. Obwohl Segeltuch ein schlechtes Wärmerückhaltevermögen hat, ersetzten sie auch in der Subarktis gegen Ende des 19. Jahrhunderts größtenteils die Leder- und Fellplanen.
Die Inuit des kanadischen Arktis-Areals nutzten im Sommer das konische Tupiq aus fünf oder sechs langen Treibholzstangen (mit oft begrenzter Auswahl), bezogen mit Robben- oder Karibuhaut bzw. -fell. Das Tupiq wurde auf dem Land und nicht auf dem Meereis verwendet. Es war für Reisen tragbar und hielt mehrere Jahre. Bei der Lagerung im Winter musste es von Hunden ferngehalten werden. Für die Übergangsjahreszeiten wurde es bisweilen isoliert, indem Heidekräuter aufgelegt und mit einer weiteren Hautschicht fixiert wurden.
Im Kulturareal Plateau der westlichen Kordilleren wurden von vielen Völkern traditionell konische Hütten und/oder Zelte erbaut, die mit Matten aus verschiedenen Pflanzen gedeckt wurden. „Winterhäuser“ bekamen drei bis vier Mattenlagen und wurden ca. 60 cm in die Erde versenkt; zudem wurde der Aushub als Wall ringsum die Behausung angehäuft. Alle Plateaustämme, die bereits im Abschnitt Plains-Tipi aufgezählt wurden (Yakama, Cayuse, Klamath, Kutenai, Flathead, Nez Percé) nutzten Kegelzelte (manche nur in der warmen Jahreszeit), die mit vernähten und speziell verwobenen Tulematten bedeckt waren. Tule ist eine nordamerikanische Teichbinsenart (Schoenoplectus acutus), deren schwammiges Gewebe im Innern der Halme bei Regenwetter quillt, damit dichte Matten bildet und bei Trockenheit schrumpft und somit eine gute Belüftung zulässt. Tule-Matten sind außerdem sehr leicht und lassen sich gut zusammenrollen und auf saisonalen Reisen mitnehmen. Nach der Ankunft euroamerikanischer Waren wurden die Tule-Matten nach und nach durch Segeltuch, gewebte Stoffe und Wolldecken bzw. das Tipi ersetzt. Eine Besonderheit der Plateaustämme sind erweiterte konische Zelte, die durch eine aufgesetzte Firststange zwischen zwei konischen Gerüsten große Versammlungshäuser ergeben.
Auch im Kulturareal Kalifornien nutzten einige wenige Stämme (etwa die Costanoan und Achumawi) unter anderem konische, binsenmattengedeckte Zelte.
Die nördlichen Shoshonen des Großen Beckens nutzten vor der Übernahme des Tipis „mobile“ konische Grashütten.

### Trivia

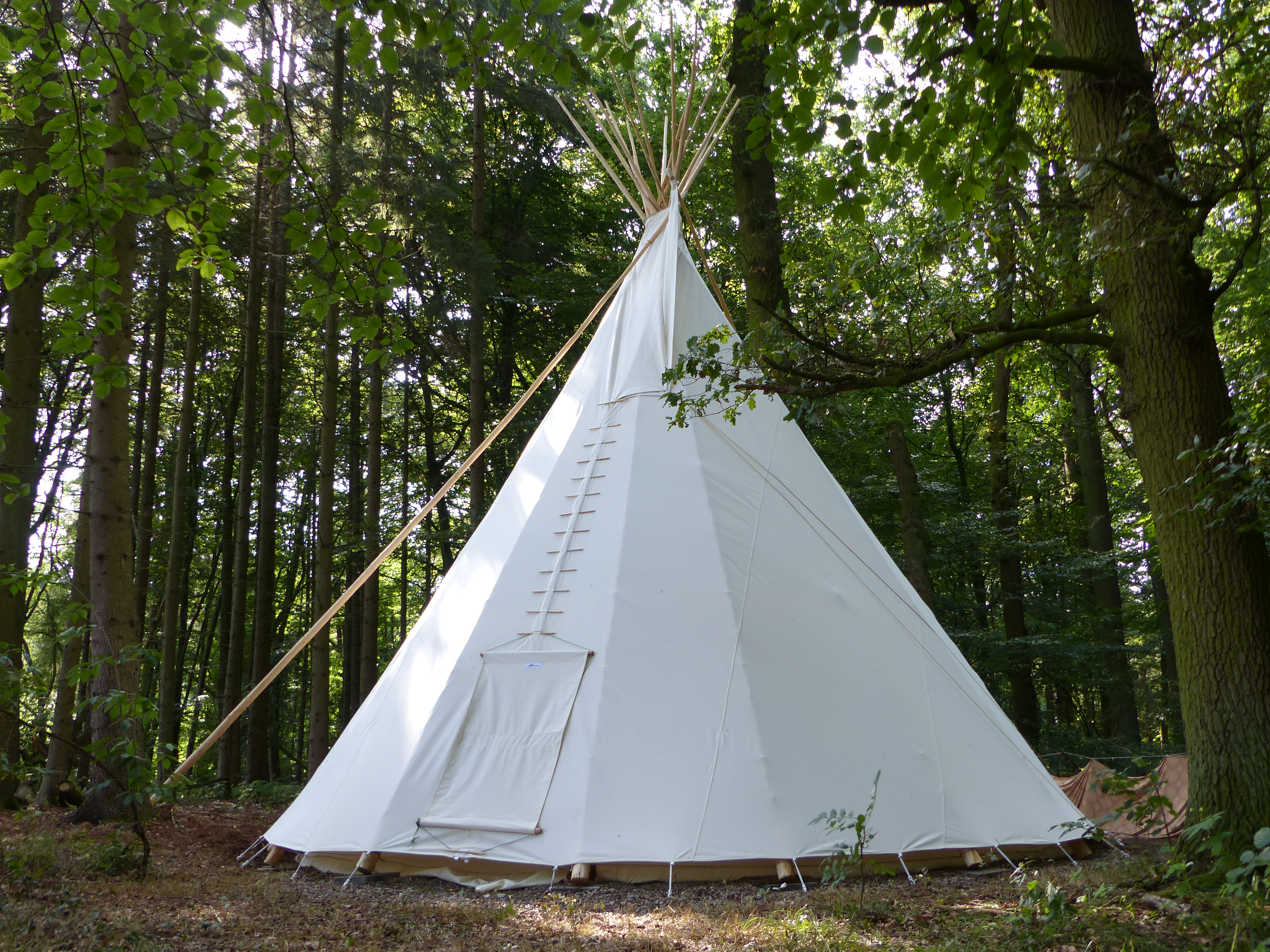
Industrielles Tipi in einem Waldkindergarten bei Lemförde-Brockum

Tipis werden heute in vielen Ländern der Welt industriell gefertigt und auch für nicht-indianische Käufer vermarktet.
Das Tipi am Kanzleramt in Berlin, ein in einem stationären Zelt auftretendes Theater für Chanson, Cabaret, Konzerte oder Musicals, hat sich bei der Namensgebung wegen der Zeltform an dem nordamerikanischen Vorbild orientiert.